# Sief
Sief ist eine kleine Siedlung bei Walheim und Schmithof, zugehörig zur Stadt Aachen. 

## Geschichte

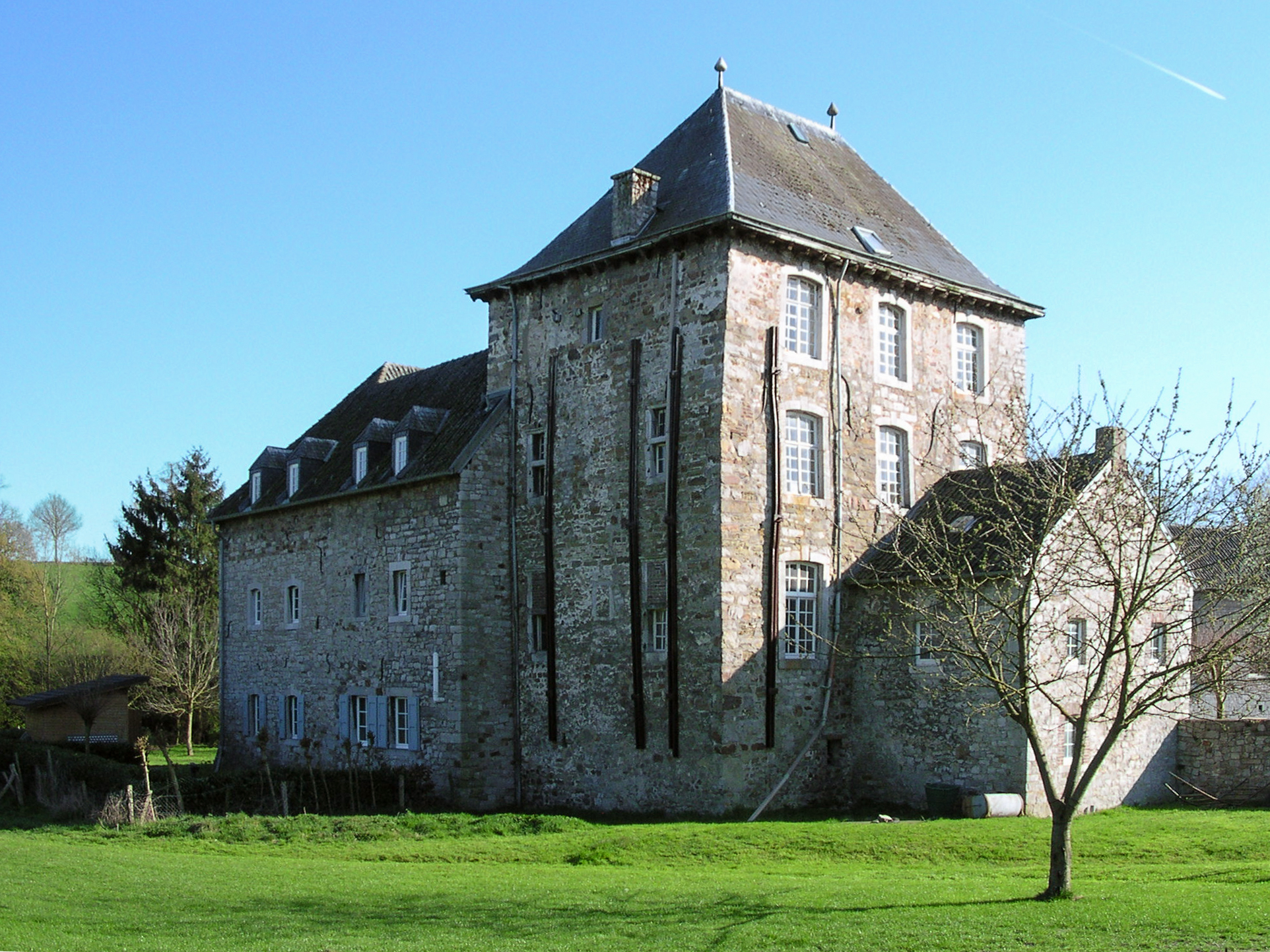
Kloster Brandenburg

Von 1477 bis 1784 bestand im Ort das Kloster Brandenburg der Kreuzherren, die den Kirchendienst in den umliegenden Orten versahen und die Klostermühle Brandenburg betrieben.
Sief war bis zum Ersten Weltkrieg ein Ortsteil von Raeren und wurde im Versailler Vertrag zunächst mit der Gemeinde Raeren an Belgien abgetreten, jedoch aus wasserwirtschaftlichen Gründen am 1. Oktober 1921 an Deutschland zurückgegeben und am 1. November 1922 in die Stadt Aachen eingemeindet. Seither bildet Sief eine der Gemarkungen Aachens. Bei der Gebietsreform in Nordrhein-Westfalen durch das Aachen-Gesetz kam Sief 1972 zum Stadtbezirk Kornelimünster/Walheim.

## Beschreibung

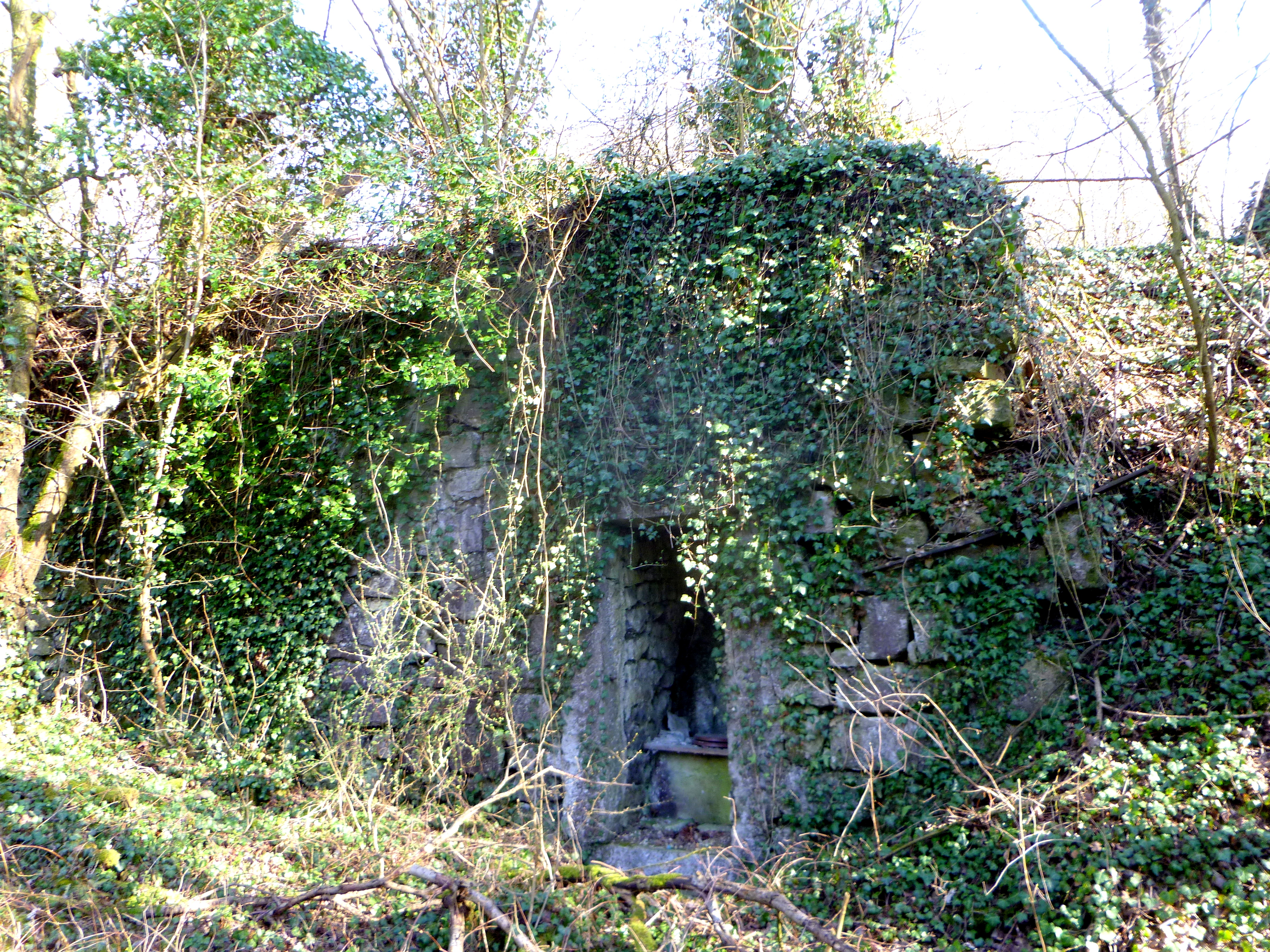
Reste des ehemaligen Kalkofens in der Raerener Straße

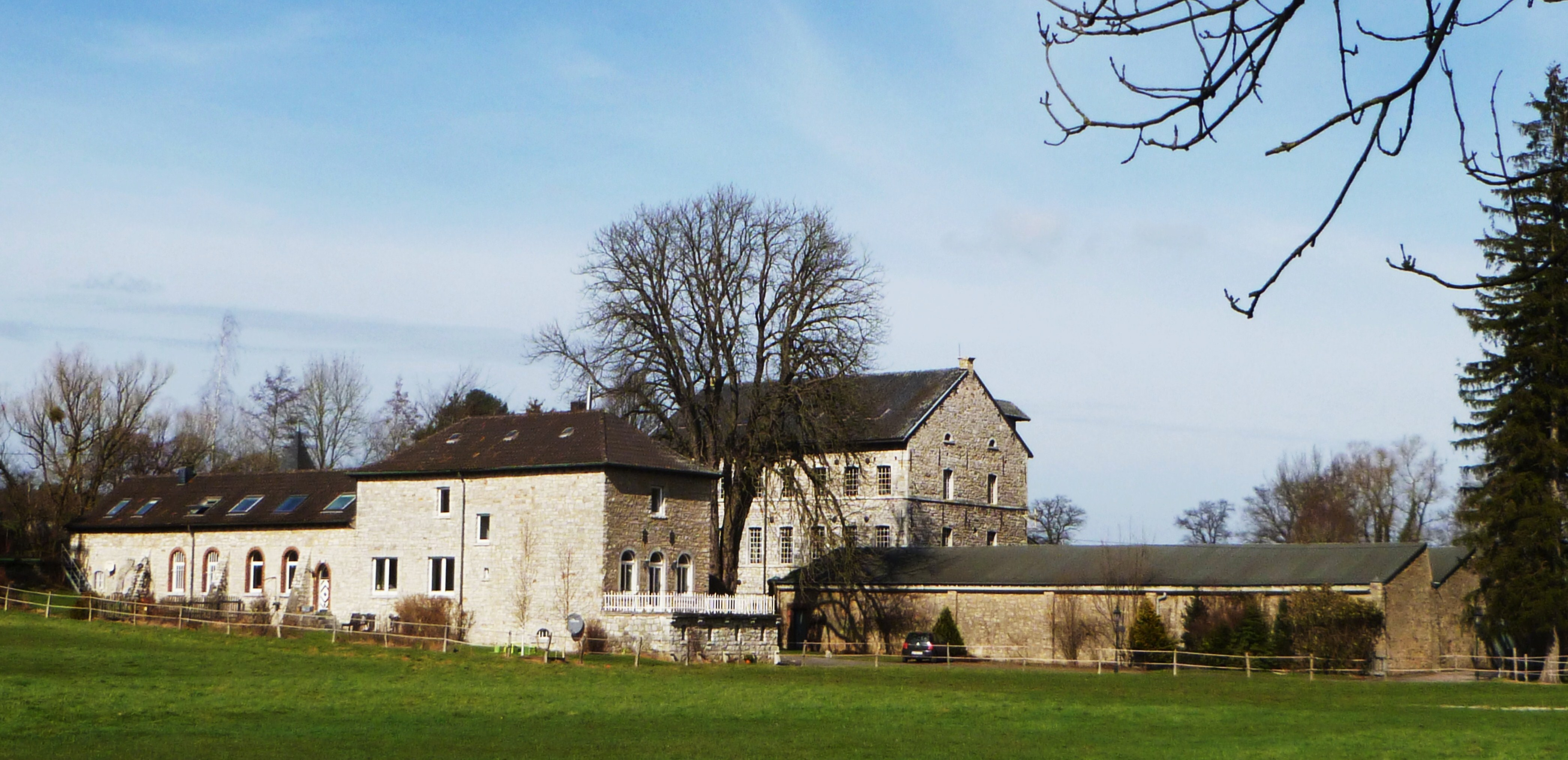
Eisenhütte Marienthal in Sief

Die Siedlung ist umgeben von einer langen Kurve der Monschauer Straße, die in die Eifel führt. Durch Sief fließt der Iterbach, dessen Quelle in Belgien liegt. In Sief gibt es kein einziges Geschäft, nur eine Freiwillige Feuerwehr auf einem Hügel oberhalb des Iterbachs. Sief ist bekannt für die Brandenburg und die Eisenhütte, aber auch für seine vielen Bauernhöfe. Über viele Jahrzehnte hinweg wurde auf dem Steinbruch Laschet zwischen Raerener Straße und Wilbankstraße Kalkstein abgebaut und zum Teil zu Kalk gebrannt. Die dazugehörende und mittlerweile stillgelegte Kalkofenanlage Sief ist als Industriedenkmal erhalten geblieben. Diese war in früheren Zeiten mit einem Abzweig der ehemaligen Aachener Kleinbahn-Gesellschaft verbunden, deren Linie S, ab 1909 Linie 25, von Raeren und Eynatten kommend über Sief und Schmithof nach Walheim – ab 1916 nur noch zwischen Sief und Walheim – führte und verstärkt für den Gütertransport genutzt werden konnte.
Durch den Ort verläuft die Kreisstraße 38, die Sief mit Berg und Raeren sowie mit Schmithof und Walheim verbindet. Am Ortskern vorbei verläuft die Bundesstraße 258 nach Lichtenbusch und ins Zentrum von Aachen sowie in Richtung Monschau, Schleiden und dem Nürburgring.
Die AVV-Buslinien 11 und 16 der ASEAG verbinden Sief mit Lichtenbusch, Aachen-Mitte und Walheim. Darüber hinaus verbindet der Netliner Aachen-Süd am Wochenende die Orte Walheim, Friesenrath, Sief, Schmithof und Lichtenbusch.
| Linie | Verlauf |
| ----- | --- |
| 11    | Walheim Hasbach – Walheim – Nütheim – Schleckheim – Oberforstbach / Oberforstbach Gewerbegebiet – Lichtenbusch – Waldfriedhof – Burtscheid – Marienhospital – Aachen Hbf – Misereor – Elisenbrunnen – Aachen Bushof – Ludwig Forum – Talbot – Haaren – Würselen Kaninsberg – Weiden – Vorweiden – Linden-Neusen – (Broich –) Broicher Siedlung – Blumenrath – Montanstraße – Mariadorf – Hoengen |
| 16    | Aachen Bushof – Bf Rothe Erde – Tierpark – Forster Linde – Lintert – Hitfeld – Oberforstbach – Schleckheim (– Pascalstr.) – Nütheim – Walheim – Schmithof – Sief (– Lichtenbusch) |

## Vereine
- St. Peter und Paul-Schützenbruderschaft Sief 1891 e. V.
- Rheinischer LandFrauenverband e. V.
- Kirchenchor St. Cäcilia Schmithof Sief